# Biserica „Nașterea Maicii Domnului” din Pogănești
Biserica „Nașterea Maicii Domnului” este o biserică amplasată în Pogănești, raionul Hîncești, Republica Moldova. Este un monument arhitectural de importanță națională inclus în Registrul monumentelor Republicii Moldova ocrotite de stat cu nr. 645 (raionul Hîncești). Datează din jum. II a sec. XIX.